# Takao Wada
Pas d'image ? Cliquez ici
Takao Wada (和田 孝夫, Wada Takao), né le 24 juin 1953, est un ancien pilote de course japonais.